# Abarth Fiat 600
De Abarth Fiat 600 was een wagen van het Italiaanse automerk Abarth en werd gebouwd tussen 1955 en 1971. De fabriekscarrosserieën bleven gelijkwaardig aan die van de Fiat 600, maar de motoren hadden cilinderinhouden van 750, 850, en zelfs 1000 cc (respectievelijk 767, 847, of 982 cc). De wagen werd vooral gebruikt als competitiemodel. 